# Glochidion psidioides
Glochidion psidioides är en emblikaväxtart som beskrevs av Charles Budd Robinson. Glochidion psidioides ingår i släktet Glochidion och familjen emblikaväxter. Inga underarter finns listade i Catalogue of Life.